# Układ niedookreślony
Układ niedookreślony – układ równań, w którym liczba liniowo niezależnych równań jest mniejsza od wymiaru przestrzeni (liczby niewiadomych).

## Przykład
Poniższy układ jest niedookreślony, ponieważ ma trzy niewiadome i tylko dwa równania.
{\displaystyle {\begin{cases}2x+y-5z=2,\\-3x-y+z=0.\end{cases}}}

## Rozwiązania
Niedookreślony układ równań nie ma rozwiązań albo ma ich nieskończenie wiele. 
Przykładowo, układ z trzema niewiadomymi
{\displaystyle {\begin{cases}x+y+z=1,\\x+y+z=0.\end{cases}}}
jest sprzeczny, czyli nie ma rozwiązań, natomiast układ
{\displaystyle {\begin{cases}x+y+z=1,\\x+y+2z=3.\end{cases}}}
jest nieoznaczony i ma nieskończenie wiele rozwiązań (x, y, z) w postaci (-y-1, y, 2).